# Carcinoma lobulare invasivo
Il  carcinoma  lobulare invasivo in campo medico, è una forma di carcinoma della mammella, una tipologia di tumore maligno che rappresenta un 10-14% delle forme possibili.
Il termine "lobulare", è improprio, poiché in riferimento allo studio patologico pregresso, si pensava fosse il lobulo mammario, il punto di origine di tale neoplasia; viceversa si è capito solo successivamente che il reale luogo di genesi è il "TDLU" ovvero l'Unità Duttale Termino-Lobulare, analogamente al carcinoma duttale.
Peculiarità di tale tumore, è la perdita della produzione di caderina-E, in seguito alla mutazione dell'apposito gene posto sul cromosoma 10. La caderina-E, atta a legare la β-Catenina, è garante della giunzione intercellulare, che venendo a mancare, favorisce una disgregazione della massa neoplastica, le cui cellule, potranno individualmente (o in piccoli ammassi), infiltrare i tessuti circostanti, producendo quindi facili diffusioni metastatizzanti, soprattutto a livello retroperitoneale e dell'encefalo. La nota dolente di tutto ciò sta nel fatto che, così facendo, la lesione apparirà quasi invisibile all'esame radiografico (principale mezzo diagnostico). Tale forma, avrà comunque un basso indice proliferativo, contrariamente alla forma pleomorfa.

## Tipologia
Esistono diverse forme (fra cui l'alveolare e la pleomorfa) ma anche se dimostrano piccole differenze in sede di esami la prognosi rimane invariata. Quest'ultima forma, molto simile a quella riscontrabile nelle ghiandole salivari, è nettamente più aggressiva, oltretutto, vista la bassa concentrazione di recettori per gli estrogeni e progesterone, risponderà male alla terapia ormonale, e avrà un alto indice proliferativo.

## Sintomatologia
Si manifesta in vari noduli e questo comporta una maggiore attenzione durante l'intervento chirurgico: infatti si corre il rischio di non asportare tutta la massa ma soltanto una parte. Nel 13% dei casi il carcinoma è presente in entrambe le mammelle. Capacità metastatica a livello loco-regionale (cavo ascellare) e a distanza (polmoni, encefalo).

## Esami
Per una corretta diagnosi occorrono diversi esami:
- Mammografia
- Esame citologico
- Scintigrafia mammaria

Agli esami microscopici si mostrano la tipica sovrapposizione delle cellule che formano piccoli anelli.

## Terapia
Il trattamento è di tipo chirurgico e/o ormonale, verso il quale ha ottima responsività, vista la numerosa presenza di recettori per gli estrogeni e progesterone.